# خانه پوست فروش
خانه پوست فروش مربوط به دوره قاجار است و در شیراز، محله سرباغ، کوچه پشت مسجد شهداء واقع شده و این اثر در تاریخ ۱۰ خرداد ۱۳۸۲ با شمارهٔ ثبت ۸۶۴۹ به‌عنوان یکی از آثار ملی ایران به ثبت رسیده است.